# 2005年台北國際菁英自由車競賽
台北國際菁英自由車競賽是為了推展台灣的自行車展覽與自行車運動所進行的國際級自行車繞圈淘汰賽，當時並非屬於國際自由車環台邀請賽的一環，只在2005年3月6日舉辦，比賽地點選在台北世界貿易中心展覽三館（今南山A21綠環塔預定地）與台北101的周邊道路。
因為此項比賽的成功辦理，使這項繞圈比賽自2006年起，正式納入國際自由車環台公路大賽的最後一站，同時也順理成章地，成為台北國際自行車展覽會的重點活動之一。

## 緣起
一向是台灣兩大年度自行車盛事的「台北國際自行車展覽會」與「國際自由車環台賽」，在往年都是分開不同時間進行，前者為每年三月，後者為每年九月，兩項活動都吸引了各國相關領域的好手前來台灣參觀展覽或是參加比賽。
為了打破「自行車展只是單純的展覽」形象，並間接促成「國際自由車環台賽」與「台北國際自行車展覽會」在2006年時聯合辦理，因此，主辦單位之一的中華民國對外貿易發展協會，決議與中華民國自由車協會，聯手舉辦「2005年台北國際菁英自由車競賽」，藉以吸引自行車展的買主參觀國際級的自行車競賽，此外，也邀請知名藝人張洛君，擔任此項活動的代言人。

## 比賽內容

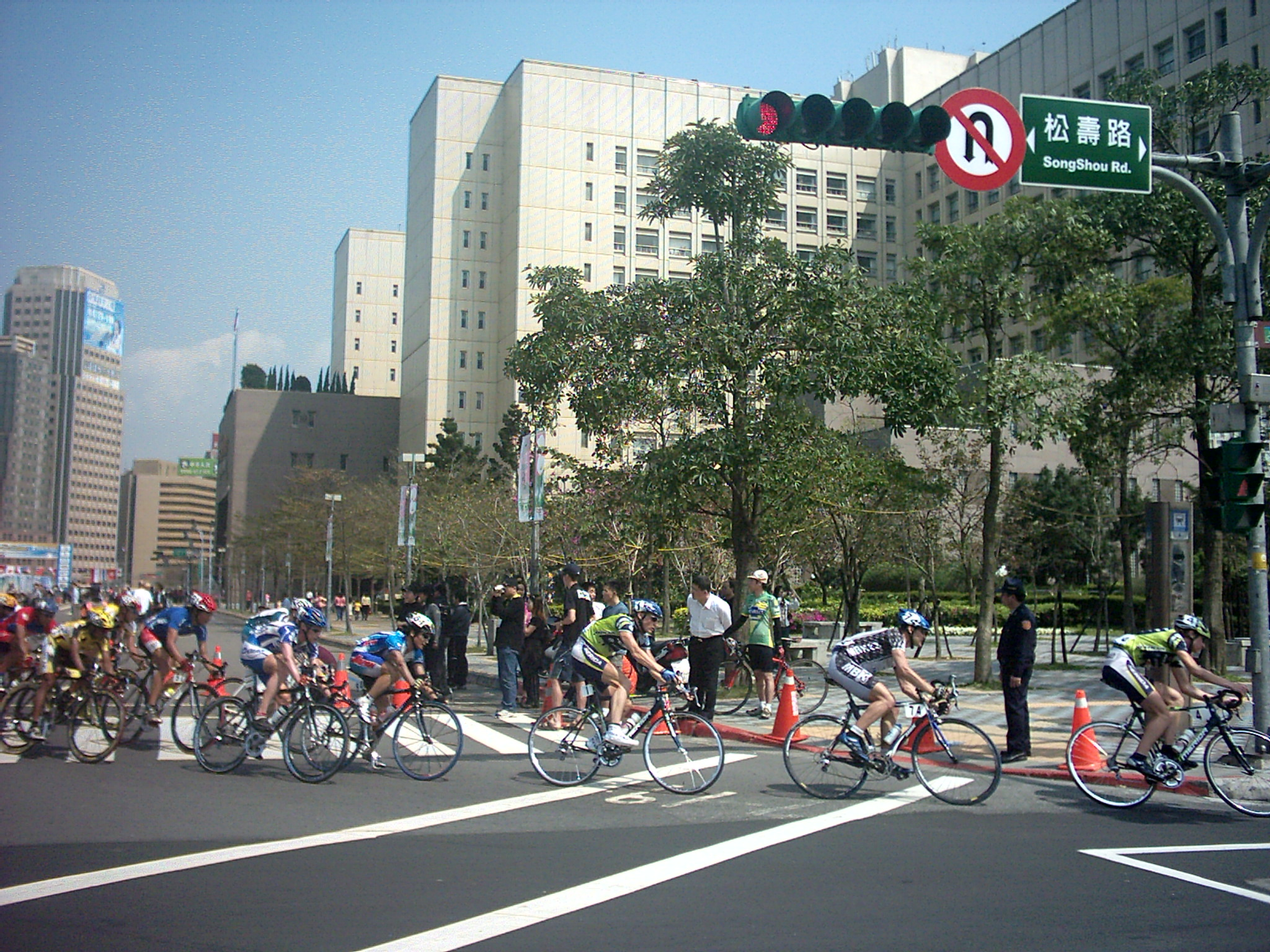
因為這個比賽的順利舉辦，國際自由車環台賽才能和台北國際自行車展覽會結合，成為台灣大型自行車盛事。

### 制度
賽制採用「落後淘汰制」的方式進行，依照參賽者的總數決定比賽圈數（比賽圈數＝參賽人數），最後一個未被淘汰的選手，即成為該項比賽的冠軍。
所有的規則與裁判挑選，都是根據國際自行車聯盟的規定進行。

### 參賽者分布
- 國外：由主辦單位邀請各國好手，並參考歷年「國際自由車環台賽」之表現，選出20位國際選手來參賽。最終，主辦單位則是邀請了荷蘭、美國、德國、波蘭、俄羅斯、日本、馬來西亞、香港、泰國、伊朗、愛爾蘭、韓國等國的優秀選手前來參賽。
- 國內：依照中華民國自由車協會公佈之名次，決定台灣地區各代表隊的參賽名額，一樣也是20人，選手部分則分別來自北、中、南各地的訓練站，甚至也有參與國際車隊的台灣選手。

## 配合活動
為了要打響此項比賽的知名度，主辦台北國際自行車展覽會的外貿協會，也將展覽售票時間提前，每一位購票的參觀者另外可以獲得「賽鐵馬、猜冠軍」的冠軍預測票根，參觀者只要正確預測冠軍選手，就有機會獲得專屬彩繪展覽標誌的自行車。
另外，大會也邀請台北市長馬英九、行政院長謝長廷、經濟部長何美玥、行政院體育委員會主任委員陳全壽、中華民國對外貿易發展協會董事長許志仁、中華民國自由車協會理事長羅志明、希望基金會董事長紀政等人在正式開賽前，帶領各參賽選手與SAAB前導車進行象徵性的開幕暖身試騎圈。

## 賽況概要
原本大會是設定要進行40圈的比賽，但有五位選手因個人因素退賽的關係，比賽只剩35人參與，因此改成以35圈比賽來決勝負。
由於這項比賽採國際標準的規則進行，加上台灣選手與國際選手的實力差距甚大，因此，前12圈就已經有10位台灣選手出局，另外，在剛開賽時，許多選手也有發生摔車的意外，就連加拿大的巴克里（Timothy Barkley）也難逃此噩運。
第九圈後，德國的柯杜拉（Jürgen Kotulla）、美國的帕普（Joseph Papp）、日本的大內薰、伊朗的葛爾德（Ghader Mizbani-Iranagh）等車手就已經形成領先集團，甚至在倒數五圈的時候，還將奪冠呼聲很高的韓國自行車手朴晟伯給淘汰出局。
最終，熟悉國際比賽規則的柯杜拉，在倒數的四圈後一路拉開其他三位選手，並順利成為冠軍。

## 賽會花絮
- 由於眾多參賽者使用的自行車多為台灣製，因此，台灣廠商的自行車整車產品在台北國際自行車展覽會中，特別受到關注，尤其是美利達與捷安特兩大公司的詢問率最高。
- 財團法人紡織產業綜合研究所除了提供自行研發的「甲殼素抗菌防臭襪」以外，另外準備了印有本土畫家作品的記事盒給參與本比賽的選手做為紀念。
- 由於本次比賽有另行對台灣選手進行評分，因此，總排名第六名的巫帛宏也順理成章地，成為國內組的冠軍。

## 比賽成績表
| 總名次 | 選手姓名                 | 國籍     | 所屬車隊                              |
| ------ | ------------------------ | -------- | ------------------------------------- |
| 1      |                          | 德国     | 美利達自行車隊                        |
| 2      | Joseph Papp              | 美国     | 匹斯堡大學醫學中心                    |
| 3      | 大內薰                   | 日本     | 島野自行車隊                          |
| 4      | Ghader Mizbani-Iranagh   | 伊朗     | 捷安特亞洲車隊                        |
| 5      | 朴晟伯                   |          | 捷安特亞洲車隊                        |
| 6      | 巫帛宏                   | 中華民國 | 高雄市CKT車隊                         |
| 7      | 廖國龍                   | 中華民國 | 高雄市CKT車隊                         |
| 8      | Sergey Kudenstov         | 俄羅斯   | Ominibike Dynamo Moscow               |
| 9      | 洪許樺建                 | 中華民國 | 高雄市CKT車隊                         |
| 10     | 彭貴祥                   | 中華民國 | 中洲技術學院／台灣騎拿車隊            |
| 11     | Kay Kermer               | 德国     | Nozumi-Team Dessau                    |
| 12     | Bartlomiej Ksobiak       | 波蘭     |                                       |
| 13     | David McCann             | 英国     | 捷安特亞洲車隊                        |
| 14     | Ahad Kazemi-Sarai        | 伊朗     | 捷安特亞洲車隊                        |
| 15     | 朱梵心                   | 中華民國 | 新竹e-MA車隊                          |
| 16     | 陳耿賢                   | 中華民國 | 高雄市CKT車隊                         |
| 17     | 金東勳                   |          | 捷安特亞洲車隊                        |
| 18     | 李信賢                   | 中華民國 | 高雄市CKT車隊                         |
| 19     | 陳村貴                   | 中華民國 | 新竹e-MA車隊                          |
| 20     | Konstantin Ponomarev     | 俄羅斯   | Ominibike Dynamo Moscow               |
| 21     | Robin Koot               | 荷蘭     | BRC Kennemerland                      |
| 22     | 三浦恭資                 | 日本     | 台灣騎拿車隊                          |
| 23     | Paul Griffin             | 爱尔兰   | 捷安特亞洲車隊                        |
| 24     | 黃信華                   | 中華民國 | 高雄市CKT車隊                         |
| 25     | Timothy Barkley          | 加拿大   | 臺北縣新店市Ritchey Continental車隊   |
| 26     | Mohammad Akmal Bin Amrun | 马来西亚 | 馬來西亞國家代表隊（Malaysia Tigers） |
| 27     | 黃啟勝                   | 中華民國 | 台中縣代表隊                          |
| 28     | Youthaporn Hinthao       | 泰國     | 泰國國家代表隊                        |
| 29     | 王麒揚                   | 中華民國 | 高雄市CKT車隊                         |
| 30     | 溫志剛                   | 中華民國 | 捷安特亞洲車隊                        |
| 31     | 彭思儒                   | 中華民國 | 捷安特亞洲車隊                        |
| 32     | 洪家偉                   | 中華民國 | 高雄市CKT車隊                         |
| 33     | 李高安                   | 中華民國 | 台中縣代表隊                          |
| 34     | 鄭勇華                   | 中華民國 | 高雄市CKT車隊                         |
| 35     | 李偉誠                   | 中華民國 | 台灣騎拿車隊                          |

## 資料來源
1. （中文）林立凱（外貿協會市場拓展處高級專員）. . 行銷台灣 (經濟日報). 2005年1月9日: C4.
2. （中文）許瑞瑜. . 體育新聞 (民生報). 2005年3月1日: B4.
3. （中文）. 中國廣播公司. 2005年3月2日.
4. （中文）李安東. . 財經消息 (中央通訊社). 2005年3月2日  [2007年3月7日]. （原始内容存档于2007年9月29日）.
5. （中文）謝育貞. . 火線校園 (星報). 2005年3月5日: C3.
6. （中文）黎建忠. . 體育新聞 (中央通訊社). 2005年3月6日  [2007年3月7日]. （原始内容存档于2007年9月29日）.
7. （中文）許瑞瑜. . 體育新聞 (民生報). 2005年3月7日: B2.
8. （中文）李安東. . 體育新聞 (中央通訊社). 2005年3月2日  [2007年3月7日]. （原始内容存档于2007年9月29日）.
9. （中文）中華民國自由車協會. . 2005年3月6日  [2007年3月7日]. （原始内容存档于2007年2月3日）.